# La Candelaria Unidad Habitacional
La Candelaria Unidad Habitacional är en ort i Mexiko.   Den ligger i kommunen Nanchital de Lázaro Cárdenas del Río och delstaten Veracruz, i den sydöstra delen av landet, 500 km öster om huvudstaden Mexico City. La Candelaria Unidad Habitacional ligger 26 meter över havet och antalet invånare är 814.
Terrängen runt La Candelaria Unidad Habitacional är platt. Runt La Candelaria Unidad Habitacional är det ganska glesbefolkat, med 31 invånare per kvadratkilometer. Närmaste större samhälle är Coatzacoalcos, 10,9 km norr om La Candelaria Unidad Habitacional. Omgivningarna runt La Candelaria Unidad Habitacional är en mosaik av jordbruksmark och naturlig växtlighet.